# История Настаджо дельи Онести
«Новелла о Настаджо дельи Онести» — серия картин итальянского художника Сандро Боттичелли, написанных под влиянием «Декамерона» Боккаччо. Это серия живописных композиций на деревянных щитах, которыми было принято украшать спальни знатных жителей города Флоренции. Написанные по случаю бракосочетания Джанноццо Пуччи с Лукрецией Бини в 1483 году, эти картины, вероятно, были заказаны Лоренцо Великолепным, состоявшим в родстве с обеими семьями. Герб Медичи (шесть пилюль) можно видеть по центру третьей и вверху четвёртой композиций. С левой стороны обеих работ расположен герб Пуччи (силуэт женской головы), а справа он же изображён соединённым с гербом Бини.

## Авторство
К созданию картин о Настаджо дельи Онести могли приложить руку подмастерья. Не исключено, что это в значительной степени работа именно мастерской Боттичелли. На это указывает то, что именно в это время у художника было огромное число заказов, и он просто физически не мог со всеми справиться в срок. В этом случае, а тем более когда требовалось написать серию полотен к какому-либо назначенному сроку, он прибегал к помощи подмастерьев и учеников. Вероятно, в работе над картинами принимали участие Бартоломео ди Джованни и Якопо дель Селлайо.

## Декамерон
Параллель с текстом Боккаччо в этих четырёх сценах очевидна. Вот несколько примеров:
- Он [Настаджо] увидел бежавшую к месту, где он стоял, через рощу <…> восхитительную обнажённую девушку,<…> плакавшую и громко просившую о пощаде. Помимо этого он увидел по сторонам её двух огромных псов…
- «Когда подали последнее кушанье, до всех стали доноситься отчаянные крики преследуемой девушки <…>. Но из числа наиболее напуганных была та жестокая девушка, которую любил Настаджо…»
- «… и в следующее же воскресенье Настаджо обручился и повенчался с ней, и долго жил с ней счастливо…»

## Сюжет
Сюжет картин взят из «Декамерона» Джованни Боккаччо (V, 8), в нём рассказывается история юноши Настаджо дельи Онести.
| № | Иллюстрация | Размеры   | Сюжет | Музей                                        |
| - | ----------- | --------- | --- | -------------------------------------------- |
| 1 |             | 83×138 см | Настаджо, отвергнутый дочерью Паоло Травесари, покидает Равенну. Попрощавшись с друзьями, он в задумчивости бредёт по сосновой роще близ Равенны; его меланхоличные размышления прерывает появление обнажённой девушки, бегущей от всадника и его собак, норовящих укусить её. | Музей Прадо, Мадрид                          |
| 2 |             | 83×138 см | Настаджо с ужасом наблюдает, как всадник распарывает спину упавшей женщины и достаёт у девушки сердце; сердце он отдаёт собакам на корм; после этого девушка снова возвращается к жизни и погоня возобновляется. В действительности, всадник оказывается прадедом Настаджо Гвидо дельи Анастаджи, который, будучи отвергнутым возлюбленной, покончил с собой и теперь вместе с ней искупает свой грех. Каждую пятницу он вместе с возлюбленной переживает сцену погони в лесу. Настаджо бросается прочь, в то время как разные эпизоды погони повторяются за его спиной. | Музей Прадо, Мадрид                          |
| 3 |             | 84×142 см | Настаджо устраивает всё в том же сосновом лесу пир для семьи Траверсари, желая, чтобы гости стали свидетелями страшного зрелища. Объятая ужасом дочь Паоло Траверсари соглашается выйти замуж за Настаджо. | Музей Прадо, Мадрид                          |
| 4 |             | 83×142 см | Свадебный пир документально показывает пышность роскошных празднеств, устраиваемых в те годы во Флоренции. Одно из таких пиршеств было организовано по случаю свадьбы Бернардо Ручеллаи и Наннины Медичи, описанной в разных источниках. | частная коллекция в Палаццо Пуччи, Флоренция |